# Gamergus natalensis
Gamergus natalensis är en insektsart som beskrevs av Synave 1956. Gamergus natalensis ingår i släktet Gamergus och familjen sköldstritar. Inga underarter finns listade i Catalogue of Life.